# Інгрід Александра (принцеса Норвегії)
Її Королівська Високість Інгрід Александра, принцеса Норвегії (норв. Prinsesse Ingrid Alexandra, prinsesse av Norge; нар. 21 січня 2004 року, Осло) — старша і єдина дочка кронпринца Норвегії Гокона та його дружини Метте-Маріт, внучка короля Гаральда V.

## Біографія
Принцеса Інгрід Александра народилася 21 січня 2004 року в госпіталі Rikshospitalet в Осло (Норвегія). При народженні вона отримала титул принцеси Норвегії. Принцеса Інгрід Александра — друга в лінії успадкування престолу Норвегії (після свого батька принца  Гокона). Коли її батько успадкує престол, Інгрід Александра стане кронпринцесою Норвегії. Принцеса є першою жінкою, яка народилася з правом успадкування престолу після того, як конституційна поправка 1990 року запровадила рівні права успадкування для жінок і чоловіків. Поправка не поширювалася на членів королевської родини, які вже народилися на момент набрання нею чинності.
У принцеси Інгрід Александри є старший і зведений брат по матері Маріус, який народився в 1997 році і молодший брат принц Сверре Магнус, який народився 3 грудня 2005 року.
Хрестини принцеси Інгрід Александри відбулися 17 квітня 2004 року в Осло. Її хресні батьки — її дід по батьківській лінії король  Гаральд, кронпринц Данії Фредерік, кронпринцеса Швеції Вікторія, Принц Астурійський Феліпе, принцеса Марта-Луїза, старша дочка короля Гаральда V і тітка принцеси Інгрід Александри і бабуся по материнській лінії Маріт Т'єссем.
4 січня 2006 року Інгрід Александра пішла в дитячий садок, а 19 серпня 2010 року почала навчання в школі Jansløkka barneskole в Аскері. У серпні 2014 року  вона перейшла до Oslo Internasjonale Skole у Беккестуа. У 2019-2020 навчальному році вона відвідувала Uranienborg skole в Осло. Восени 2020 року вона почала спеціалізовану освіту Elvebakken videregående skole в Осло.

## Цікаві факти
- Принцеса Інгрід Александра запалювала олімпійський вогонь на II зимових юнацьких Олімпійських іграх, що проходили в Ліллегаммері в лютому 2016 року.